# Ninurta coeruleopunctatus
Ninurta coeruleopunctatus là một loài thằn lằn trong họ Cordylidae. Loài này được Hewitt & Methuen mô tả khoa học đầu tiên năm 1913.

## Hình ảnh

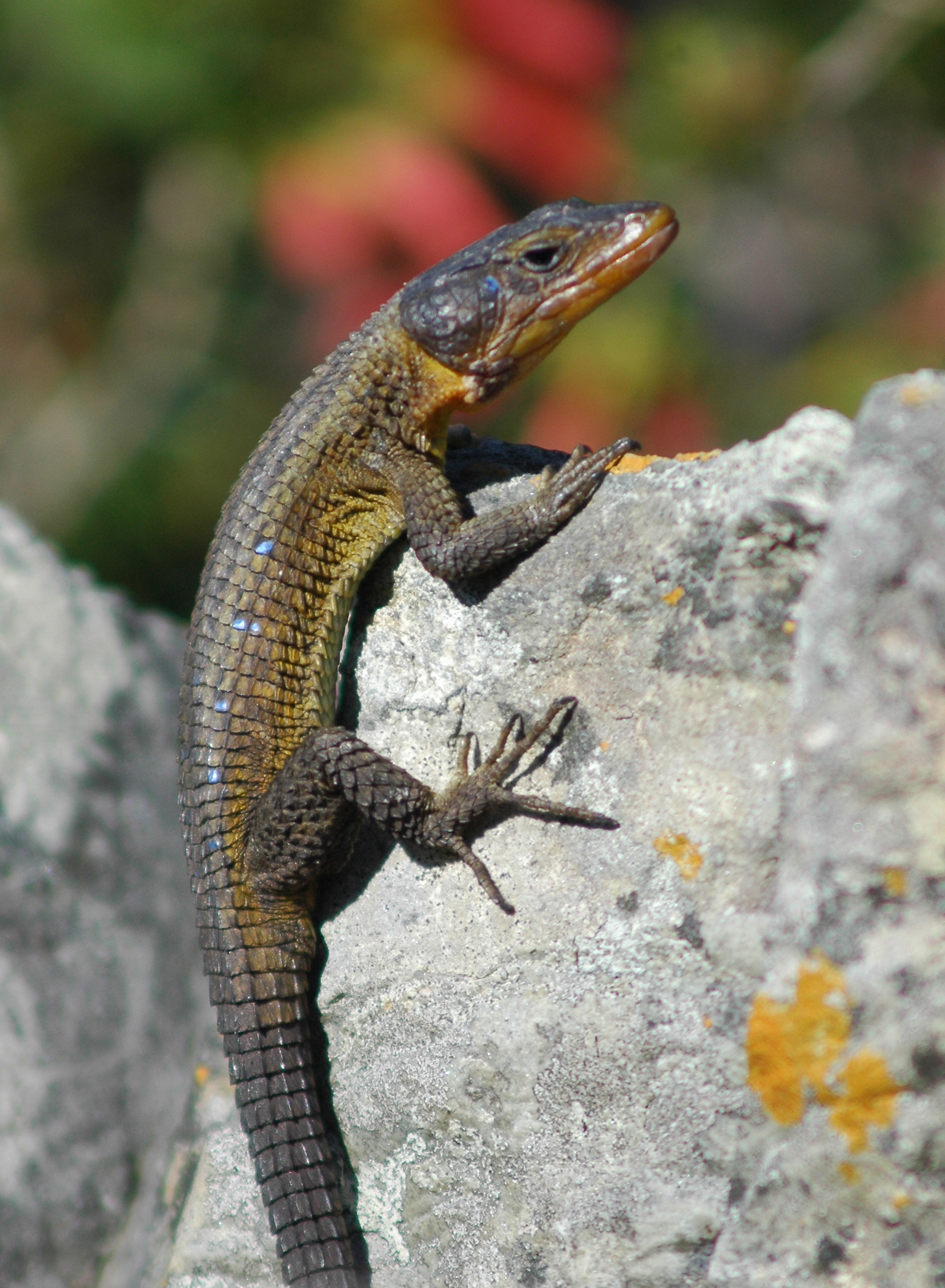
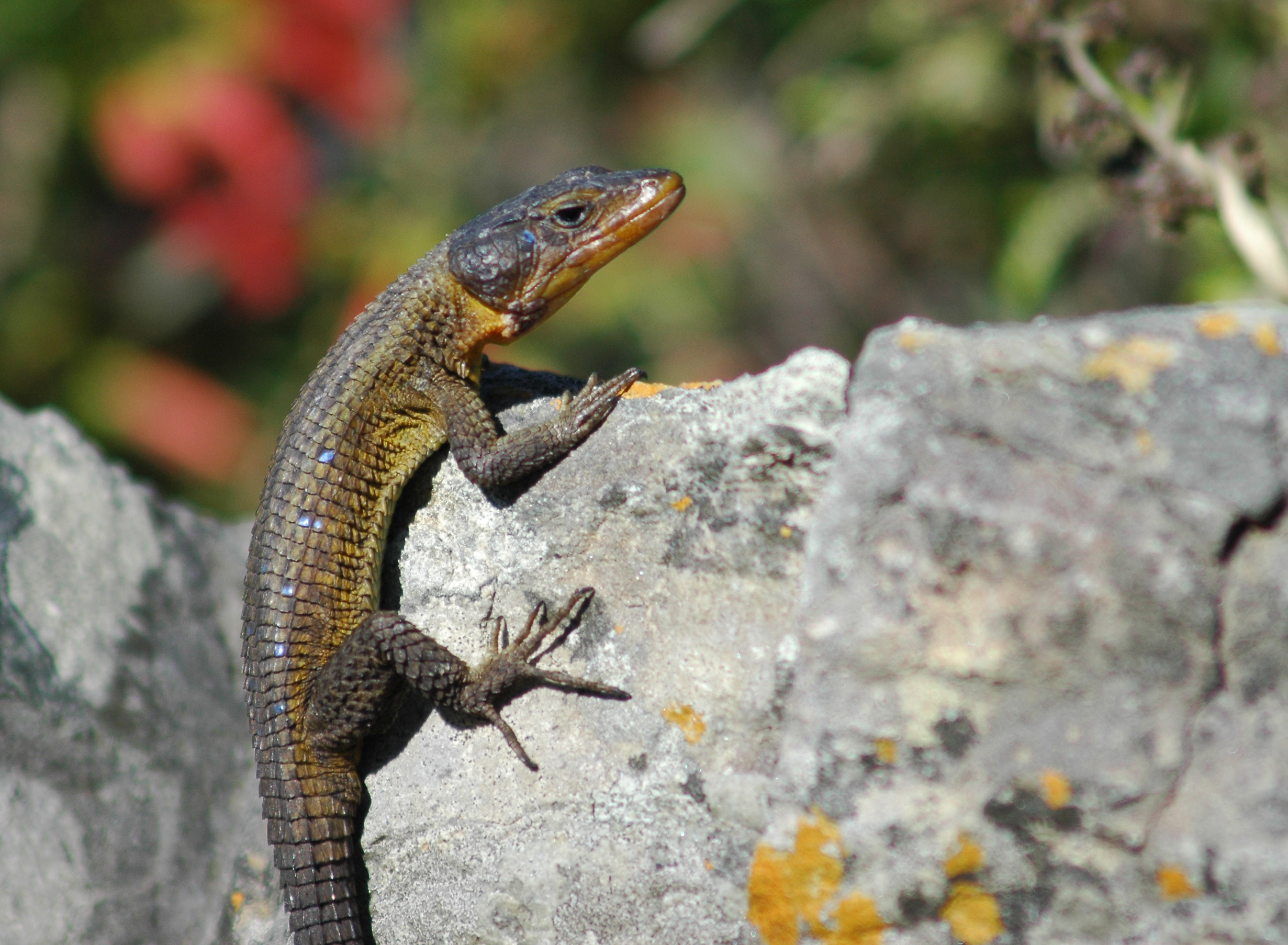
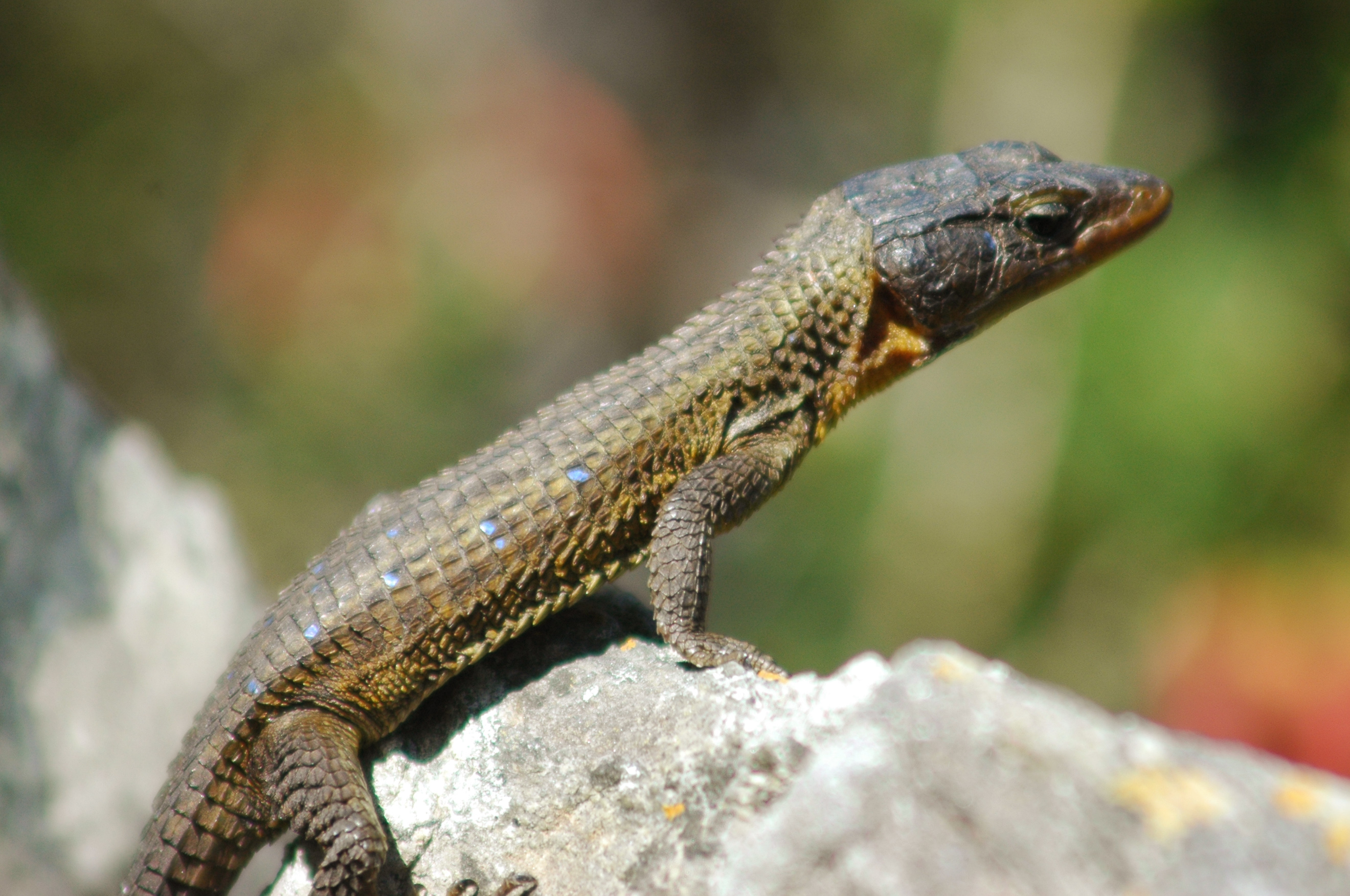
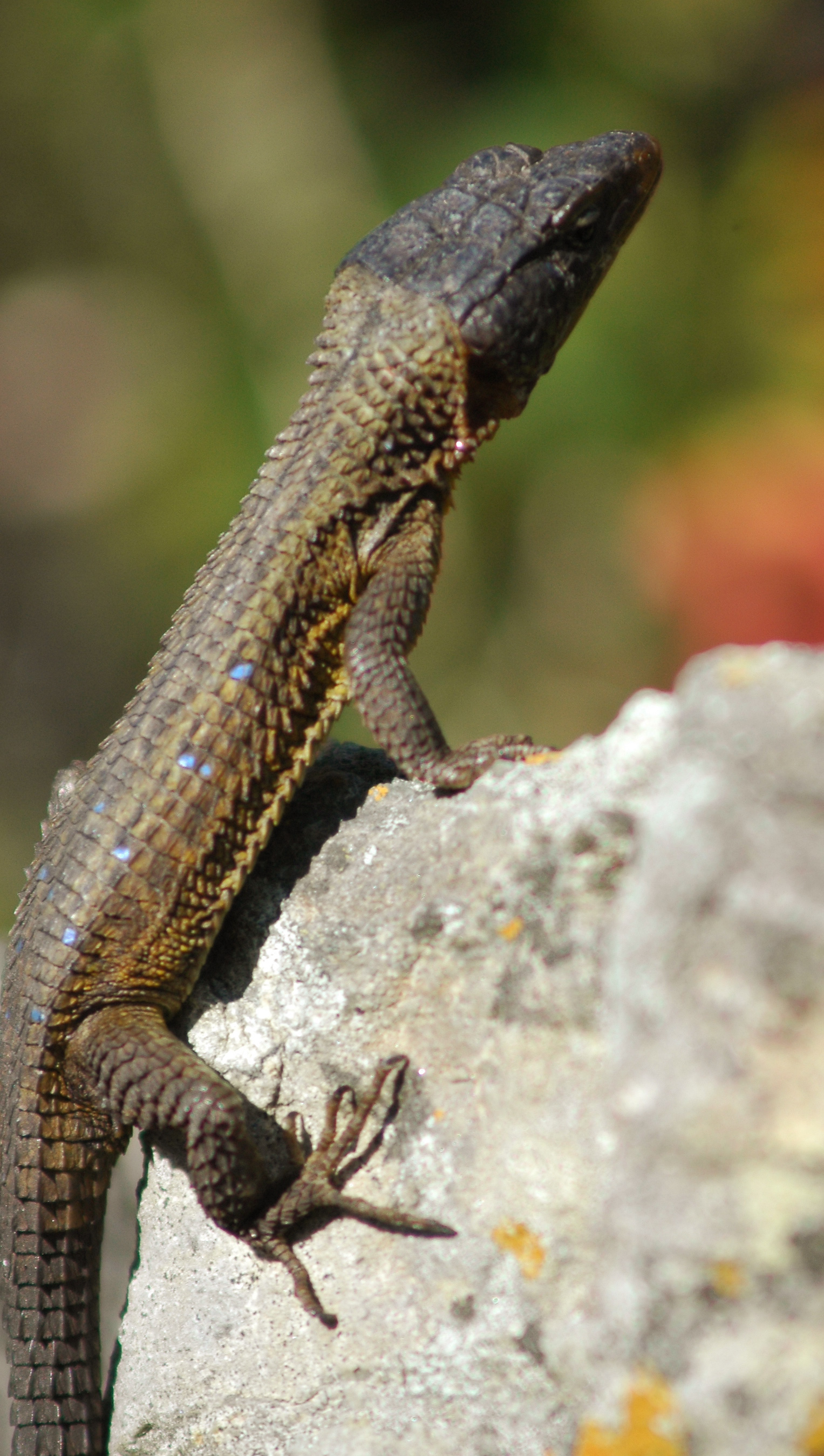